# Siam Society

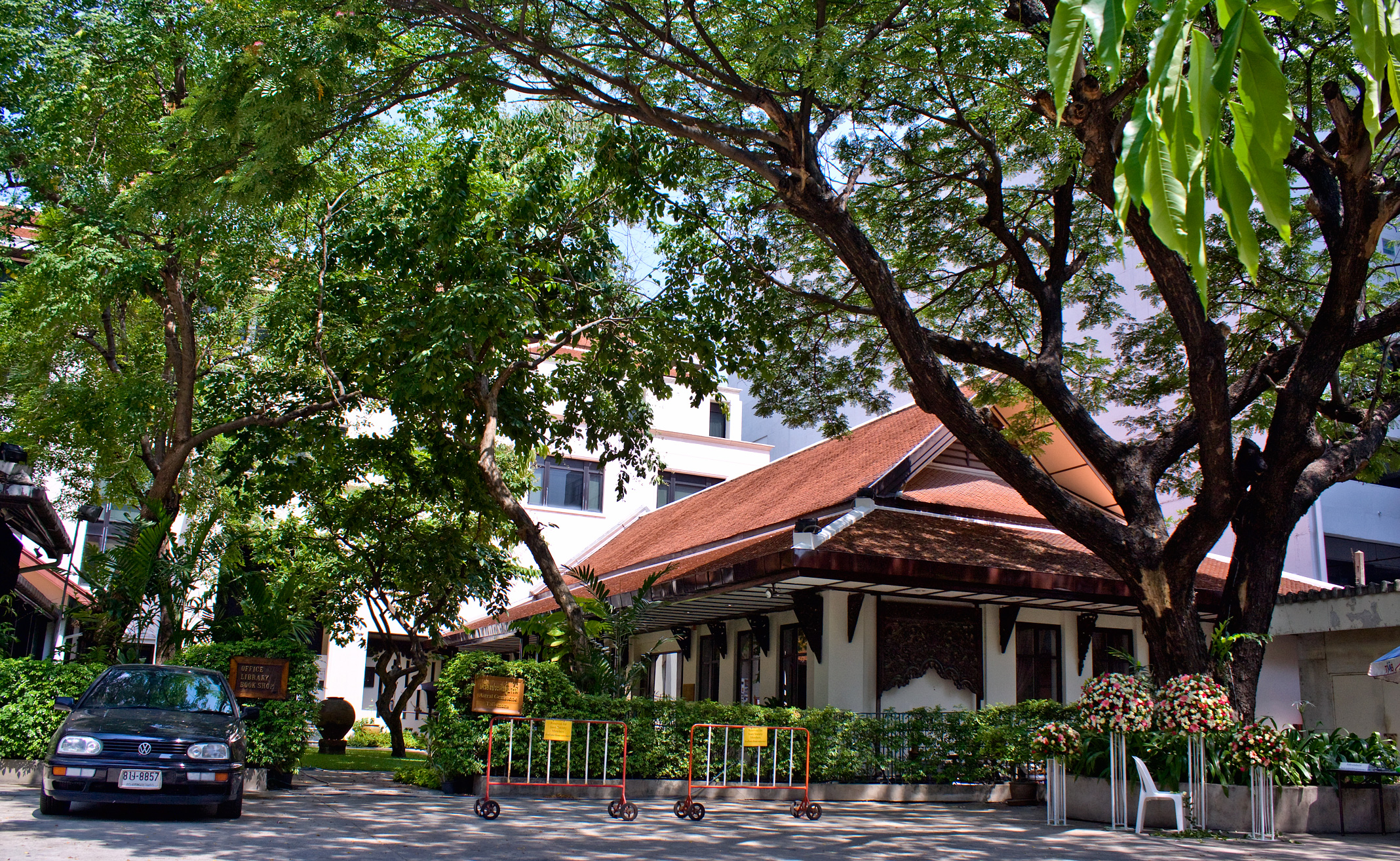
Eingang zur Siam Society

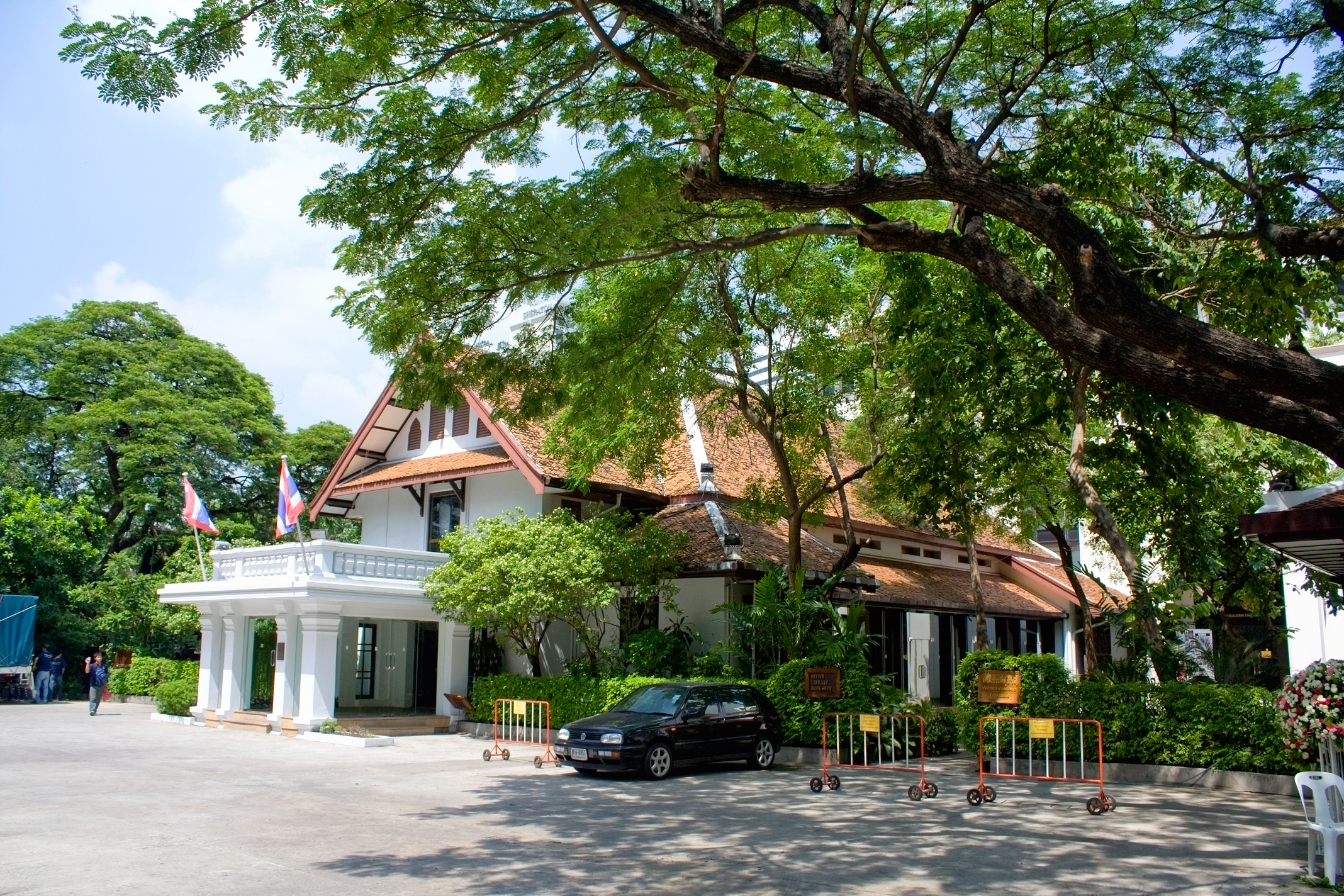
Auditorium der Siam Society

Die Siam Society (thailändisch สยามสมาคม, Aussprache: [sàʔjăːm sàʔmă:kʰom] – Siam-Gesellschaft) ist eine Gesellschaft in Thailand, die sich zum Ziel gesetzt hat, die Bewahrung des thailändischen Erbes, der Kultur und der Kunst sowie der Natur, der Flora und Fauna Thailands durch Studienreisen, Vorträge, Ausstellungen und Veröffentlichungen zu fördern.

## Geschichte
Die Organisation wurde am 26. Februar 1904 während der Regierungszeit von König Chulalongkorn (Rama V.) von thailändischen und in Thailand lebenden ausländischen Gelehrten im Oriental Hotel, Bangkok, gegründet. Das Ziel der Gesellschaft war ursprünglich die „Erkundung und Förderung von Kunst, Wissenschaft und Literatur in Bezug auf Siam und die benachbarten Länder“. In den Statuten wurde festgelegt, dass die Gesellschaft Versammlungen abhalten wird, in deren Verlauf wissenschaftliche Fachvorträge über den Gegenstand der Gesellschaft gehalten werden. Diese Vorträge sollten anschließend in einem Journal veröffentlicht werden. Weiterhin wurde die Gründung eines Völkerkunde-Museums und einer Bibliothek geplant.
Von Anfang an stand die Gesellschaft unter der Schirmherrschaft des thailändischen Königs. Der erste Förderer war Kronprinz Vajiravudh (der spätere König Rama VI., der von 1910 bis 1925 regierte), Prinz Damrong Rajanubhab, einer der führenden Historiker Thailands zu jener Zeit und Präsident der National-Bibliothek, wurde Vize-Schirmherr.
Bald gesellten sich Historiker, Archäologen und Epigraphen zu den Mitgliedern, die Versammlungen wurden regelmäßig abgehalten und zusätzlich veranstaltete die Gesellschaft Führungen zu Orten von archäologischem, historischem oder wissenschaftlichen Interesse.
Im Jahr 1926 wurde das Emblem der Gesellschaft entworfen: der Kopf eines Elefanten, dem Symbol Siams, in seinem Rüssel ein Blumengebinde haltend, eingerahmt vom Motto der Gesellschaft, dessen thailändische Worte als „Wissen führt zu Freundschaft“ übersetzt werden können.
1932 konnte die Gesellschaft ihr erstes Gebäude beziehen, in dem sich ein Vortragssaal und eine Bühne befand. Es lag auf einem von Mr. A.E. Nana gestifteten Grundstück am Soi Asoke, einer Nebenstraße der Thanon Sukhumvit, damals inmitten von Reisfeldern.
1963 wurde der Siam Society das „Kamthieng House“ von der Nimmanhaeminda Familie aus Chiang Mai gestiftet, ein Beispiel traditioneller nordthailändischer Holzarchitektur, das auf dem Grundstück der Gesellschaft in Bangkok wieder aufgebaut wurde und heute als öffentliches Völkerkunde-Museum dient.
Am 20. November 2009 wurden das Büro, die Geschäfte und Teile der Bibliothek durch ein Feuer zerstört. Die Medien konnten zum allergrößten Teil gerettet werden. Das Büro und die Bibliothek werden seitdem umgebaut.
Im Jahr 2013 wurden die seit 1904 fortgeführten Protokolle des Rats der Siam Society in die Liste des Weltdokumentenerbes der UNESCO aufgenommen. Diese seien ein Beispiel für über 100-jährige Aufzeichnung von internationaler Kooperation in Forschung, Verbreitung von Kunst und Wissenschaft.

## Einrichtungen
- Die Bibliothek befindet sich heute im 1997 eröffneten Chalerm-Phra-Kiat-Gebäude, das aus Anlass des 50-jährigen Thronjubiläums von König Bhumibol Adulyadej (Rama IX.) errichtet wurde. Sie enthält etwa 25.000 Bände, seltene Bücher, Journale und Zeitschriften. Sie war mit ihren Forschungs-Manuskripten, Fotos, Microfiche, Videos, Karten und traditionellen Palmblatt-Manuskripten die erste Bibliothek Thailands, die nicht in privater Hand lag. Chao Phraya Bhaskarawongse (Phorn Bunnag), ein anerkannter thailändischer Philologe stellte seine umfangreiche Bibliothek den Mitgliedern der Siam Society zur Verfügung. Publikationen der École française d’Extrême-Orient, der Batavian Association of Arts and Sciences, der Royal Asiatic Society und der Societa Asiatica Italiana bilden ebenfalls die Basis der Sammlung.
- Das Kamthieng House, ein Völkerkunde-Museum in zwei traditionellen Holzhäusern aus dem Nordthailand des 19. Jahrhunderts.
- Das Saengaroon House ist ein Beispiel traditioneller Architektur des ländlichen Zentralthailands.

## Aktivitäten

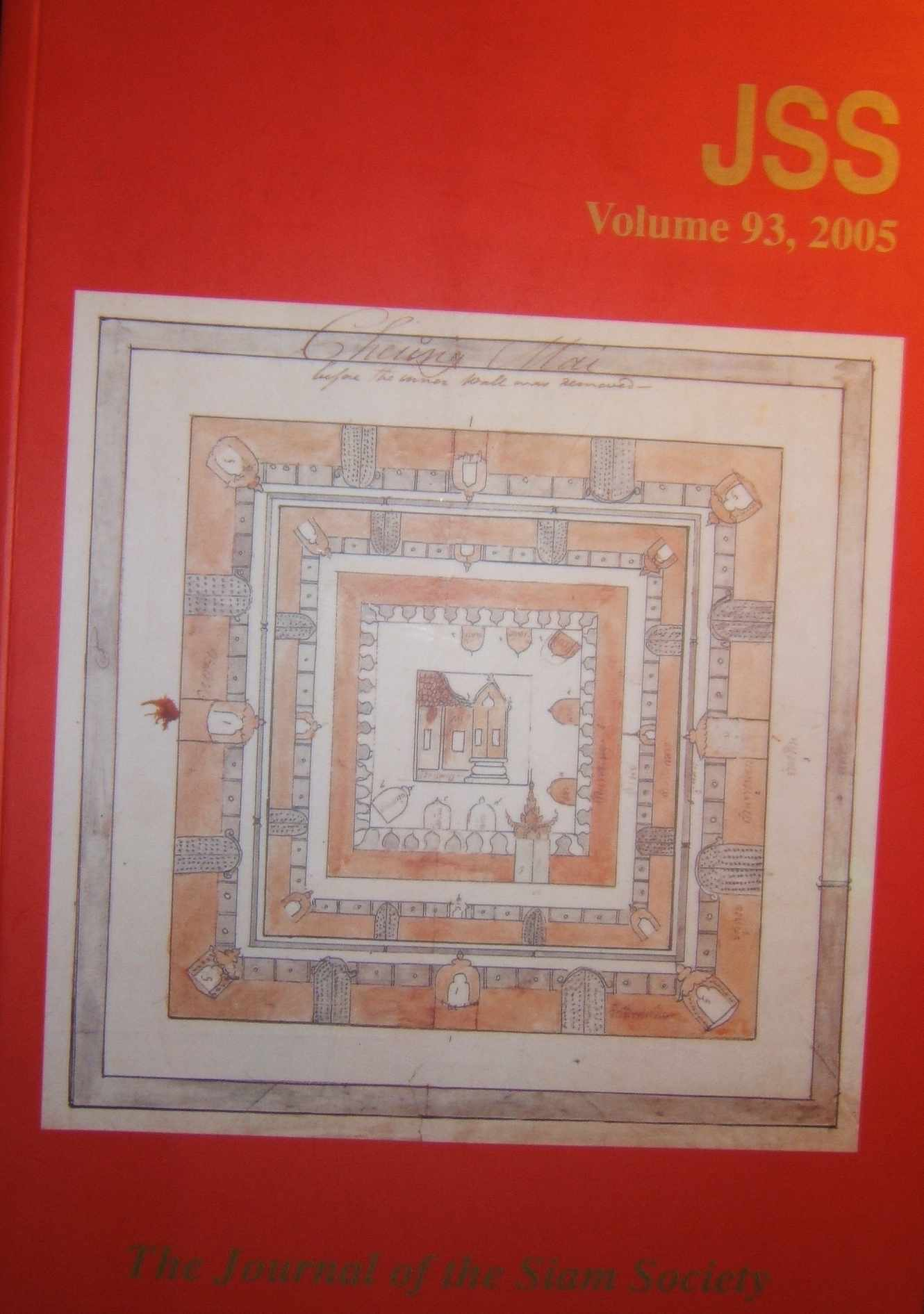
Journal of the Siam Society

- Veröffentlichung der Zeitschrift Journal of the Siam Society (seit 1904) und anderer Publikationen in Printform und online,[4]
- Studienreisen sowohl innerhalb Thailands wie auch in die Nachbarländer zu Orten historischen oder kunsthistorischen Interesses,
- Internationale Ausstellungen von Kunst oder antiken Gegenständen,
- Konzerte und Tanzdarbietungen sowohl klassischer wie auch zeitgenössisch Art im eigenen Theater,
- Monatliche Vorlesungen und Vorträge anerkannter Wissenschaftler im Vortragssaal der Siam Society,
- Lokale und internationale Seminare und Konferenzen zu Themen aus Kunst, Kultur und Geschichte Thailands.

## Bekannte Mitglieder der Siam Society
- Oskar Frankfurter, Gründungsmitglied
- Gerolamo Gerini, Gründungsmitglied
- A. Cecil Carter, Gründungsmitglied
- Prinz Damrong Rajanubhab
- Prinz Naris
- Francois Joseph Schmitt
- Buddhadasa Bhikkhu
- Sulak Sivaraksa
- Prinz Wan Waithayakon
- Klaus Wenk
- David K. Wyatt
- Heinz Bechert